# Luxair
Luxair (Luxair Société Luxembourgeoise de Navigation Aérienne SA) er Luxembourgs nationale flyselskab. Selskabet beflyver 50 destinationer i Europa, Nordafrika, Middelhavsområdet og Mellemøsten samt charter- og sæsonflyvninger. Luxair har sin primære hub i Luxembourg - Findel Airport. Selskabet ejes af den luxembourgske stat (23,1%), Banque et Caisse d'Épargne de l'État (13,4%), Luxair Group (13,2%), BIL (13,1%), Lufthansa (13%), Fortis Banque Luxembourg (12,1%) og Panalpina World Transport (12,1%). Luxair beskæftiger 2.210 ansatte (marts 2007).
Selskabet blev dannet i 1948 ud fra Luxembourg Airlines Company grundet et øgende behov for flyruter mellem Luxembourg og resten af Europa, og den er en af de første ruter var Luxembourg-Paris (Charles de Gaulle), fordi i dag er den lige nu kendt som Luxair, selvom den også ejer en del af cargo-selskabet Cargolux, men den 21. december 2003 fik flyselskabet et nyt logo som blir forvandlet til et måge.